# Piero Ghione
Piero Ghione (eigentlich Pierfrancesco Ghione, * 1911 in Rom; † 1982 in Nettuno) war ein italienischer Filmproduzent.

## Leben
Ghione war der Sohn des Schauspielers und Stummfilmregisseurs Emilio Ghione. Sein erster Beitrag zur Filmgeschichte war eine Schauspielverpflichtung im Jahre 1947. Hauptsächlich blieb er jedoch auf der anderen Seite der Kamera und wirkte nach Engagements als Regieassistent und gelegentlicher Produzent als Produktionsleiter ab 1961 bis ins Jahr 1975. Dabei konzentrierte er sich auf Genrefilme. 1963 zeichnete er mit Luigi Mangini für einen Dokumentarfilm als Regisseur verantwortlich. Dagli zar alla bandiera rossa beschäftigte sich mit der jüngeren russischen Geschichte.